# (6001) Thales
(6001) Thales (1988 CP2) – planetoida z pasa głównego asteroid okrążająca Słońce w ciągu 4,83 lat w średniej odległości 2,86 j.a. Odkryta 11 lutego 1988 roku.